# Parque Cultural Reserva Vitória
O Parque Reserva Vitória está localizado na cidade de Vitória, capital do Espírito Santo, mais especificamente na Avenida Marília Scarton Coutinho no bairro nobre da Enseada do Suá. Foi inaugurado no dia 17 de dezembro de 2021 e consta com uma área aproximada de 16 mil m².

## História
O Parque Reserva Vitória foi construído pela iniciativa privada, em razão de um termo de compensação ambiental elaborado pela Prefeitura de Vitória. O investimento total foi em torno de R$ 26 milhões de reais. O espaço foi feito pela Nova Cidade Empreendimentos, empresa do Grupo Buaiz. A administração do ambiente ocorrerá por meio de uma parceria entre os setores público e privado.
O local possui obras de artes de artistas consagrados como, por exemplo, Sandro Novaes, José Spaniol, Thainan Castro, Antônio Bokel e José Bechara. Além disso, o parque é um projeto de Diocélio Grasselli e do escritório de paisagismo de Burle Marx.